# Hans Küng
Hans Küng (Sursee, 19 maart 1928 – Tübingen, 6 april 2021) was een Zwitserse theoloog, hoogleraar en priester.

## Levensloop
Küng studeerde theologie en filosofie aan de rooms-katholieke Pontificia Università Gregoriana te Rome. In 1954 werd hij tot priester gewijd. Hij promoveerde in 1957 op een proefschrift over de protestantse theoloog Karl Barth, die zelf een lovend ten geleide schreef: als katholieken zo over de Rechtvaardiging des geloofs dachten dan was er voor de oecumene nog heel veel te hopen.
In 1960 werd Küng benoemd tot hoogleraar aan de universiteit van Tübingen. Paus Johannes XXIII benoemde hem tot peritus (deskundige) bij het Tweede Vaticaans Concilie. Bij dit concilie en in Tübingen werkte hij samen met Joseph Ratzinger, de latere Paus Benedictus XVI. Beiden publiceerden toen in het theologische tijdschrift Concilium. Vanaf 1965 doceerde Küng in Tübingen dogmatiek, waar Ratzinger in 1966 ook hoogleraar werd. Na het concilie en de studentenopstand in Tübingen in 1968 ontstond er tussen hen beiden verwijdering. Hun kerkbeeld en wereldbeeld gingen sterk uiteenlopen.
Küng publiceerde in de jaren zeventig vele kritische studies over de katholieke Kerk en haar leerstellingen, bijvoorbeeld over het priesterambt, het celibaat, anticonceptie en abortus. Met name zijn boek over de pauselijke onfeilbaarheid bracht hem in aanvaring met het Vaticaan. De Congregatie voor de Geloofsleer publiceerde in 1975 en 1979 verklaringen met kritiek op zijn werk. In 1979 dreigde de Duitse bisschoppenconferentie hem de leerbevoegdheid te ontnemen, wat in 1980 daadwerkelijk gebeurde. Küng moest zijn leerstoel verlaten en richtte in 1980 aan de universiteit Tübingen een instituut voor oecumenisch onderzoek op. Tot zijn emeritaat in 1996 bleef hij direct hieraan verbonden, pas in 2013 besloot hij geheel op te houden met doceren. Verder richtte hij samen met graaf Karl Konrad von der Groeben de stichting Weltethos op, ter bevordering van de interculturele en interreligieuze dialoog. In 2011 stichtte hij aan de universiteit Tübingen het "Weltethos-Institut" (Global Ethic Institute). Na zijn 85e verjaardag, in 2013, trad hij terug als president van de Stichting Weltethos.
In 2005 werd hij ontvangen door zijn oude collega en vriend paus Benedictus XVI. Bij deze gelegenheid ontving Küng lof voor zijn Weltethos-initiatief en zijn inzet voor de dialoog tussen de wereldgodsdiensten. Küng gaf op zijn beurt aan de media te kennen, dat hij zijn vroegere collega Joseph Ratzinger toch te conservatief had ingeschat. Van Benedictus XVI zouden toch enigszins progressieve veranderingen te verwachten zijn. Al spoedig kwam Küng daarop terug.
In 2013 maakte Küng bekend, dat hij aan de ziekte van Parkinson leed. Hij gaf naar aanleiding daarvan een omstreden interview, waarin hij zeer open en persoonlijk over de mogelijkheid van euthanasie sprak.

## 'Gehoorzaam God, niet de Paus'
In een Open Brief aan de bisschoppen (17 april 2010)
herinnert Küng eraan dat Ratzinger en hijzelf, in de conciliejaren jonge theologen, als enigen ook nu nog actief zijn. Na vijf jaar Paus Benedictus XVI "kan het zo niet verder. Als u blijft zwijgen bent u medeplichtig", aldus Küng aan de bisschoppen.
Hij somt eerst de 'gemiste kansen' van deze paus op: jegens de protestanten, de joden, de moslims, de oorspronkelijke inwoners van Latijns-Amerika, de Afrikanen en de moderne wetenschap. De grootste gemiste kans ziet Küng in het feit dat de paus het Tweede Vaticaans Concilie niet tot kompas maakt voor zijn kerk.
Küng voegt aan de gemiste kansen en crises nog als een kers op de taart de leiderschapscrisis toe in de afhandeling van het seksueel misbruik in de kerk - "een wereldwijd systeem van toedekking onder leiding door de Roomse Congregatie van de Geloofsleer onder kardinaal Ratzinger. In plaats van een broodnodig mea culpa in de voorbije Goede Week liet de Paus zijn onschuld verklaren door de deken van het college van kardinalen", aldus Küng.
Hij roept in zijn brief de bisschoppen op tot het bijeenroepen van een Concilie; voor het zover is kunnen de bisschoppen volgens Küng al aan het hervormen slaan en aan het zoeken naar regionale oplossingen.

## Publicaties (selectie)
- Rechtfertigung. Die Lehre Karl Barths und eine katholische Besinnung (1957; herdrukken o.a. 1964, 1986, 2004)
- Die Kirche (1965) - vertaald: De kerk (1965)
- Unfehlbar? Eine Anfrage (1970)
- Existiert Gott? Antwort auf der Gottesfrage der Neuzeit (1978) - vertaald: Bestaat God? Antwoord op de vraag naar God in deze tijd (1978)
- Weltreligionen und Christentum. Hinfürung zum Dialog mit Islam, Hinduismus und Buddhismus (1984)
- Das Christentum. Wesen und Geschichte. Die religiöse Situation der Zeit (1994)
- Kleine Geschichte der Katholischen Kirche (2001) - vertaald: De katholieke kerk. Een geschiedenis (2003)
- Erkämpfte Freiheit. Errinerungen (2003) - vertaald: Bevochten vrijheid. Herinneringen (2003)
- Der Anfang aller Dinge. Naturwissenschaft und Religion (2005)
- Der Islam; Geschichte, Gegenwart, Zukunft (2004) - vertaald: De islam. De toekomst van een wereldreligie (2006) ISBN 9025954901